# Crepidodera aurea
Crepidodera aurea là một loài bọ cánh cứng trong họ Chrysomelidae. Loài này được Geoffroy miêu tả khoa học năm 1785.